# イタリア国民解放委員会
イタリア国民解放委員会（イタリアこくみんかいほういいんかい、Comitato di Liberazione Nazionale:CLN）は、1943年9月9日にローマで結成されたイタリアの主要な反ファシスト政党と運動によって結成されたイタリアの政治および軍事組織であり、ドイツのイタリア占領とRSI政府に対抗するために結成された。 1947年に解散した。
特にCLNはイタリアのレジスタンスを調整・指揮し、占領時にミラノを拠点とするイタリア北部決起委員会(CLNAI)とローマを拠点とする民族解放中央委員会(CCLN)に分かれた。 この組織はレジスタンス時代に秘密組織として運営され、国家反乱の時代には政府の委任権限を持っていた。

## 歴史

### 設立
1943年9月9日、最も劇的な状況に直面し、いかなる「構成された権威」の最も絶対的な空白を目の前にしているという感覚を抱きながら、野党委員会は即座に反応した。9月8日にもたらされた決定的な断絶に注目し、この観察から新たな責任の兆候を引き出し、14時30分に以下の動議を可決した。
Nel momento in cui il nazismo tenta di restaurare in Roma e in Italia il suo alleato fascista, i partiti antifascisti si costituiscono in Comitato di liberazione nazionale, per chiamare gli italiani alla lotta e alla resistenza per riconquistare all'Italia il posto che le compete nel consesso delle libere nazioni.(日本語訳:ナチズムがローマとイタリアでファシストの同盟国を取り戻そうとしている現在、反ファシスト政党はイタリア国民解放委員会を結成し、イタリア人に議会での正当な地位を取り戻すために戦い、抵抗するよう呼び掛ける。)
財団セッションには、イヴァノエ・ボノミ(DL、会長)、マウロ・スコッチマロとジョルジョ・アメンドラ(PCI)、アルシド・デ・ガスペリ(DC)、ウーゴ・ラ・マルファとセルジオ・フェノアルテア(PdA)、ピエトロ・ネンニとジュゼッペ・ロミタ(PSI)、メウッチョ・ルイニ(DL)、アレッサンドロ・カサティ(PLI)が出席した。地域委員会はすでに設立されており、その後、州委員会も設立された。
1943年10月16日、動議は投票された。動議は3つのポイントに要約できる。
・国家のすべての憲法上の権限を引き受け、国家の合意を損ない、将来の民衆の決定を損なう可能性のある態度を避ける。
・連合国と共に解放戦争を主導する。
・国家の制度的形態を決定するために敵対行為をやめるよう国民に呼び掛ける。

### 政治的対立
CLNは、イタリア共産党(PCI)、キリスト教民主主義(DC)、行動党(PdA)、イタリア自由党(PLI)、プロレタリア統一イタリア社会党(PSIUP)、労働民主党(DL)の代表で構成された、異なる文化的およびイデオロギー的背景の運動によって形成された政党間形成だった。 6つの政党のグループでは、左翼の3つの政党(PCI、PSIUP、PdA)と右翼の3つの政党(DC、PLI、DL)の間に亀裂があり、前者はさまざまな協定や合意を通じて互いにより密接に関連していた。共産主義者と社会主義者は「行動単位の契約」に縛られ、株主とともに「三者ジャンクション」を形成し、他の政党の前に保持される単一立場に合意した。

当初、左右の亀裂は、君主制とバドリオ政府に向けて取るべき政策に関して現れた。
国土解放とファシズムとナチズムとの戦いの問題が発生した6党の同盟は、その権力の獲得の方法と形態を正確に定義する必要があるときに維持することが困難になった。 摩擦の要点は常に制度的な問題だった。 この選択は、国土解放後に自由に協議しなければならない国に任せることで合意されたため、6つの政党が共和国または君主制に与えられる優先順位をめぐって分裂したわけでは無い。 しかし、選択の問題は棚上げされたが、君主制委員会の態度は副司法として定義されたが、常に生きていて活発であったときに対照が生じた。 ここで委員会は2つの陣営に分かれた。一つは、戦争の終結と民衆協議に到達するために必要な限り、君主制を維持することをいとわないこと、もう一つは、君主制を直ちに国家の余白に追いやること。これは、すべての憲法上の権限を持つ臨時政府によって(共和制の宣言まで)統治されるべきであるということである。 政権がすでに崩壊し、継承政権がまだ作られていない革命時代において、前者の陣営には、自由党、キリスト教民主党、社会民主主義が引き寄せられた。後者の陣営では、社会主義者が最前線に立った。
1944年3月24日のイヴァノエ・ボノミの大統領辞任により、君主制に対する非妥協の路線は肯定されたかに見えたが、4月にパルミロ・トリアッティのPCIがバドリオ政権に入ることに同意したサレルノの転換点は状況をひっくり返した。
CLNの右派と左派の構成要素、および共産主義者と他の人々の間の左派自体の間の深い分裂は、ローマとミラノのPCIの主要センター間の秘密裏に通信することにも反映されており、他の政党への過酷な攻撃が広く行われた。 1973年に出版された手紙集の序文で、ルイジ・ロンゴはそれについて書いている。
特にミラノの中心部では、保守派や反動勢力とのつながりで告発されたCLNの左翼政党の代表に対しても暴力的な攻撃がしばしばあった。 私たちのものは確かに私たちが囲まれていると感じた不信に対する怒りの反応だった。 今日、おそらく、これらの攻撃は誇張または不公平に見える可能性があり、かなりの程度だ。 しかし、それらは私たちが言った雰囲気と、私たちが北で従った線の文脈に置かれなければならない。 これまで政治生活や欺瞞や暴力によって国のリーダーシップから除外され、あらゆる手段や口実によって依然として政治的および社会的服従の状態に保たれるべき労働者および大衆の大衆の参加への道を開かなければならなかった。 これが、独裁政権のすべての年において、労働者の最も価値のある通訳と擁護者、政権によって抑圧され迫害されていた共産党が劣等感の条件に置かれた理由だ。
この闘争は、人口の最も多く決定的な部分を獲得するために、国民生活における重要性と機能のためにその地位を獲得するために、この闘争に反対する人々に対する期待や中立性に対するあらゆる形態への断固たる反対というキャンペーンと一体化していた。 彼らはどちらも必要なの2つの顔だった。

今日、それらの攻撃のいくつかは時々権利の限界を超えており、多くの場合、個人や個人を超えて、穏健な反ファシズムの特定の流れに影響を与えることを意図していたことを認識することは困難ではない。これは、政治的および社会的起源のために、ファシズムやナチスとの戦いの発展と勝利にとって致命的な危険性を私たちの意見に構成していた。
CLNのボノミ初代会長は、ローマ解放後(1944年6月4日)、理事会の議長として政府の責任を引き受けるために職務を遂行した。 1945年6月21日にフェルッチョ・パリが、1945年12月10日にアルシド・デ・ガスペリが議長に就任した。 CLNAIの誕生後、後者は1943年から1945年までアルフレッド・ピッツォーニが主宰した。